# Мюнхенбернсдорф
Мюнхенбернсдорф (нем. Münchenbernsdorf) — город в Германии, в земле Тюрингия. 
Входит в состав района Грайц. Подчиняется управлению Мюнхенбернсдорф.  Население составляет 3031 человек (на 31 декабря 2010 года). Занимает площадь 15,43 км². Официальный код  —  16 0 76 049.
Город подразделяется на 3 городских района.

## Уроженцы
- Йегер, Герман